# Загір'я (гміна)
Гміна Загір'я (пол. Gmina Zagórz) — місько-сільська гміна у східній Польщі. Належить до Сяноцького повіту Підкарпатського воєводства.
Належить до прадавніх українських етнічних земель з часів Київської Русі. Основна маса місцевого українського населення була насильно переселена в СРСР в 1946 р., деякі родини під час операції "Вісла" в 1947 р.
Станом на 31 грудня 2011 у гміні проживало 13041 особа.

## Територія
Згідно з даними за 2007 рік площа гміни становила 160.05 км², у тому числі:
- орні землі: 45.00%
- ліси: 44.00%

Таким чином, площа гміни становить 13.06% площі повіту.

## Солтиства
Вільхова, Загутинь, Кальниця, Лукове, Мокре, Морохів, Пораж, Середнє Велике, Тернава Долішня, Тернава Горішня, Чашин

## Села несолтиські
- Березовець — підпорядковується Чашину

## Зниклі села
- Завадка Морохівська
- Кам’янки — біля Кальниці
- Суковате — біля Кальниці
- Хотінь — біля Середнього Великого

## Населення
Станом на 31 грудня 2011:
| Опис     | Загалом | Загалом | Чоловіки | Чоловіки | Жінки | Жінки |
| -------- | ------- | ------- | -------- | -------- | ----- | ----- |
| одиниця  | осіб    | %       | осіб     | %        | осіб  | %     |
| все      | 13041   | 100     | 6474     | 49.64    | 6567  | 50.36 |
| міське   | 5110    | 100     | 2509     | 49.10    | 2601  | 50.90 |
| сільське | 7931    | 100     | 3965     | 49.99    | 3966  | 50.01 |

## Релігія
До виселення лемків у 1945 році в СРСР та депортації в 1947 році в рамках акції Вісла у селах гміни були греко-католицькі церкви парафій
Сяніцького деканату:
- парафія Сторожі Великі: Загутинь

Буківського Деканату:
- парафія Морохів: Морохів, Завадка Морохівська, Мокре

Балигородського деканату:
- парафія Кальниця: Кальниця, Кам'янки, Суковате

Ліського деканату:
- парафія Середне Велике: Середнє Велике, Хотінь
- парафія Тернава Горішня: Тернава Горішня, Тернава Долішня, Вільхова
- парафія Чашин: Чашин, Березовець

## Сусідні гміни
Гміна Загір'я межує з такими гмінами: Балигород, Буківсько, Команча, Лісько, Сянік, Сянік.